# Centro de Congresos de Bakú
El centro de Congresos de Bakú (en azerí Bakı Konqres Mərkəzi) es un edificio multifuncional, que está situada en la capital azerbaiyana, en Bakú, al lado del Centro Heydar Aliyev.

## Historia

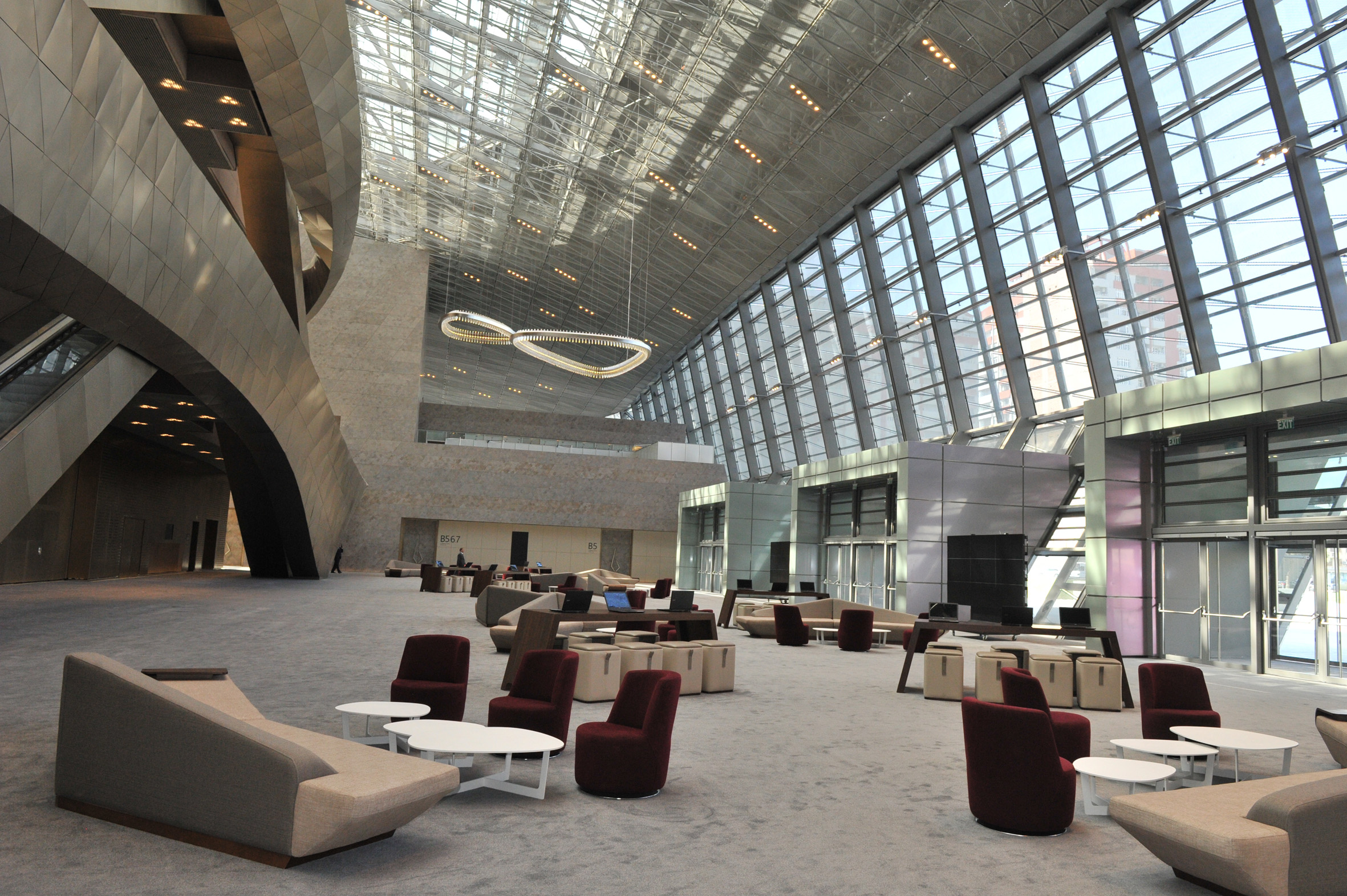
Vestíbulo del centro

### Construcción
La construcción del edificio del cento de los congressos fue iniciada en febrero del 2014. El edificio del centro abarca una superficie de 6,2 hectáreas; el territorio total - 46,6 hectáreas. El edificio está equipado con la infraestructura necesaria. En el Centro de los congresos existe el multimonitor de 405 metros cuadrados más grande en el mundo, establecido en el vestíbulo del edificio. El corazón del edificio se considera el sala de audiencia para un público de 3.500 personas. En el centro fueron construidos 17 salas de reuniones, en conjunto para 2500 personas, un restaurante, las habitaciones para la administración, 16 ascensores, etc.

### Apertura

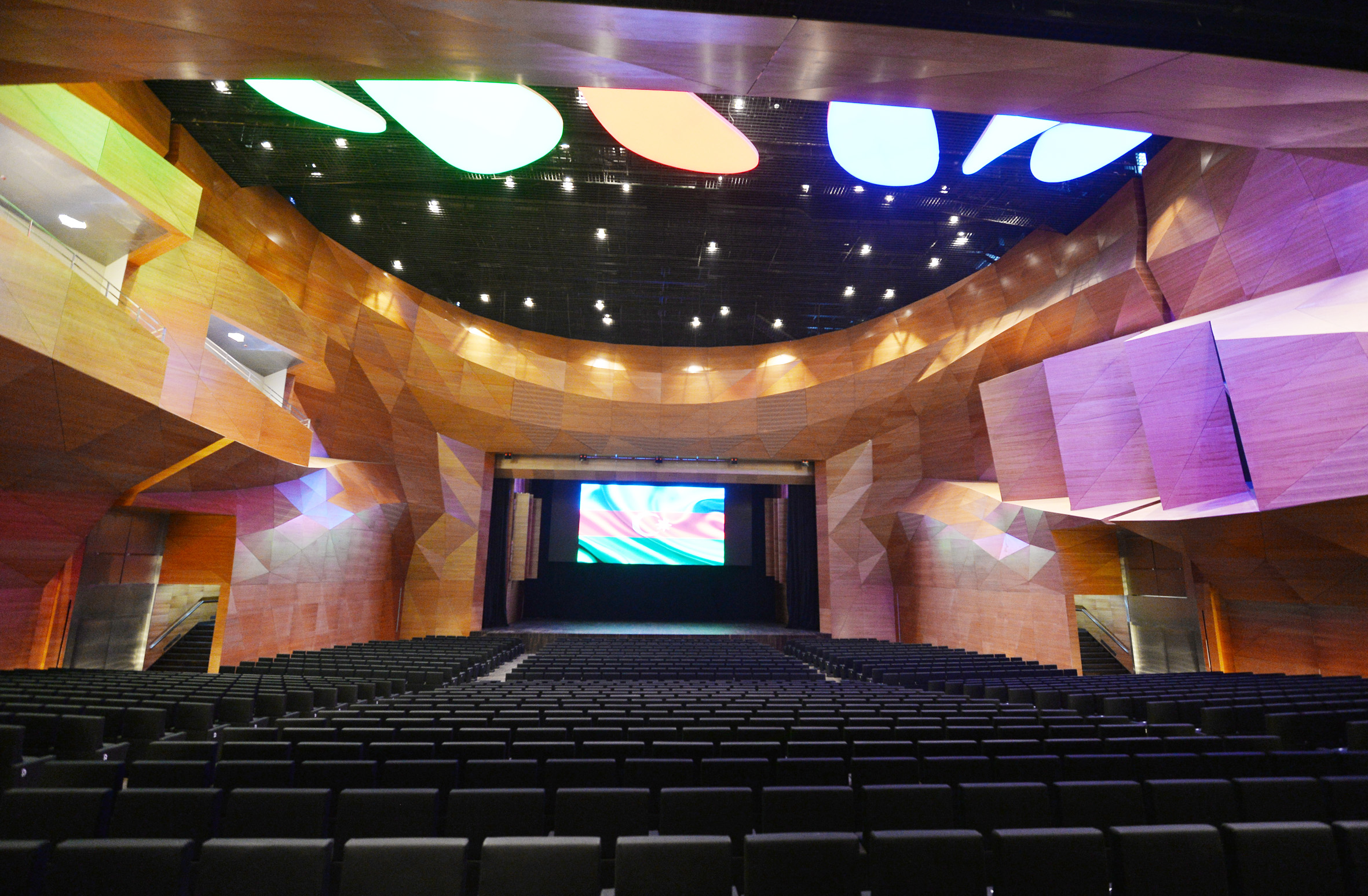
Sala del centro

La apertura oficial del Centro de los congresos de Bakú se celebró el 29 de abril de 2015. En la ceremonia participaron el presidente de la República de Azerbaiyán Ilham Aliyev, primera dama Mehriban Aliyeva y su hija Arzu Aliyeva.

## Eventos

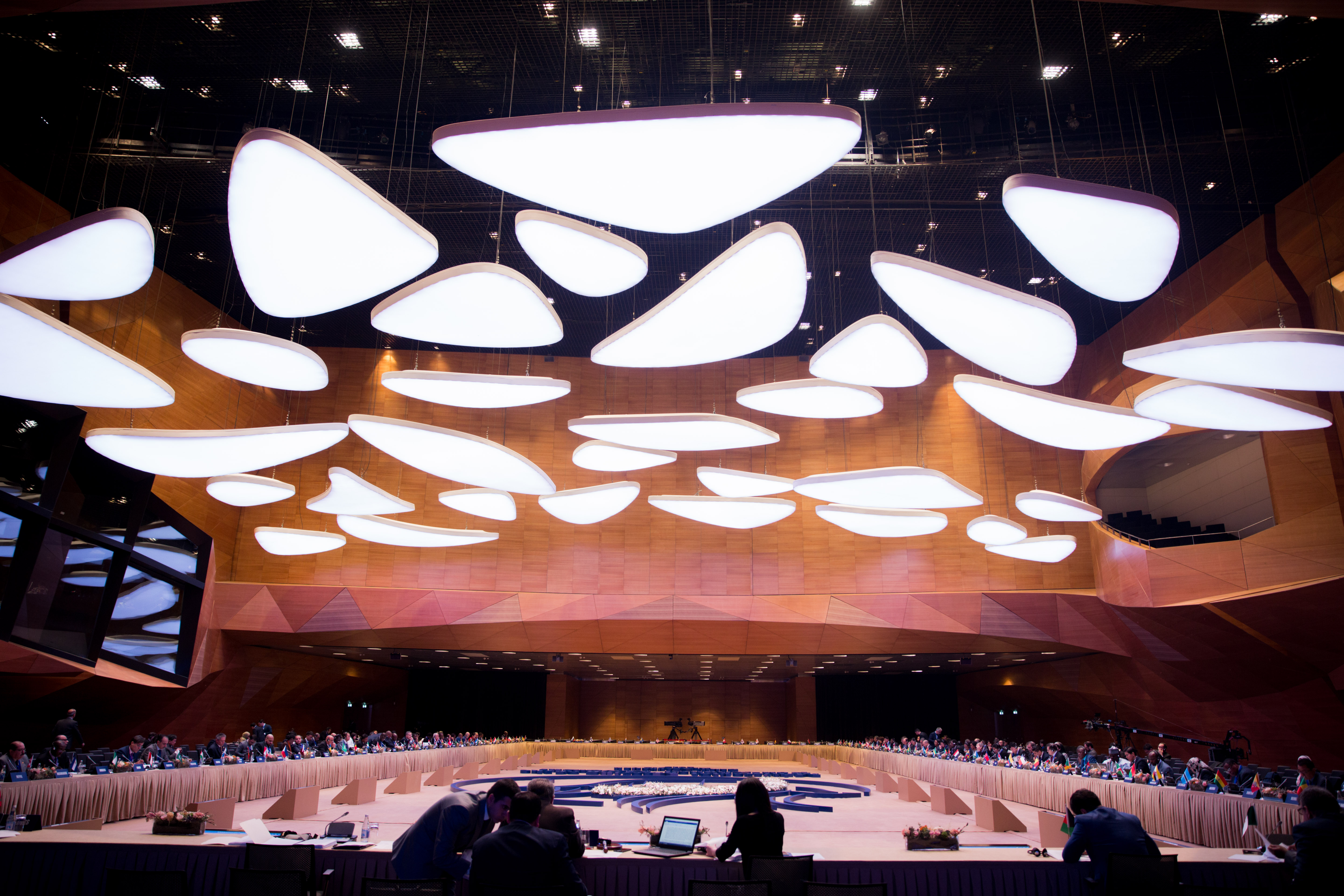
Auditorio de eventos

### Reunión anual del Banco asiático de Desarrollo
2 días después la apertura, desde 2 de mayo hasta 5 de mayo en el centro se celebró la primera conferencia "Reunion anual de la Junta de los jefes ejecutivos del Banco asiático de Desarrollo". Por primera vez esta reunión se realizó en la región del Cáucaso Sur. En la conferencia participaron alrededor 3 mil personas, entre las que figuraron ministros de finanzas, figuros públicos, Jefes de los Bancos incluidos, los expertos y científicos, etc.

### Segundo Foro académico de UNESCO
El 4 de mayo de 2017 en el centro se celebró segundo Foro académico de las cátedras de UNESCO sobre el diálogo intercultural e interreligioso. El evento fue realizado con motivo de IV Foro Mundial de Diálogo Intercultural, que se celebró en Bakú del 5 al 6 de mayo de 2017.

### Conferencia Mundial de Scout
La 41 conferencia mundial de Scout se realizó en el Centro de Congressos de Bakú el 15 de agosto de 2017. En la conferencia participaron más de 1500 personas de 160 países participantes de la Organización Mundial del Movimiento Scout. Aquí fueron discutidos los problemas del desarrollo posterior de las organizaciones de inteligencia e estratégicas de su actividad, las elecciones de los órganos administrativos de la organización, etc.